# 竹田欣弘
竹田 欣弘（たけだ よしひろ、5月7日 - ）は、日本の男性アニメーター。
かつては虫プロダクション、東映アニメーションに所属していた。2020年からは「たけだ欣弘」名義で活動中。

## 参加作品

### テレビアニメ
- 名探偵コナン（原画）
- 金田一少年の事件簿（原画）
- 魔法の天使クリィミーマミ（動画）
- おねがい!サミアどん（動画）
- ワンダービートS（動画）
- 三つ目がとおる（動画チェック）
- めぞん一刻（動画）
- おにいさまへ…（動画）
- 楽しいムーミン一家（原画）
- ママは小学4年生（原画）
- 死にぞこない係長（原画）
- 愛と勇気のピッグガール とんでぶーりん（原画）
- 空想科学世界ガリバーボーイ（原画）
- イーハトーブ幻想〜KENjIの春（原画）
- ゲゲゲの鬼太郎（第4作）（原画）
- ひみつのアッコちゃん　第3作（原画）
- デジモンアドベンチャー（原画）
- それゆけ!宇宙戦艦ヤマモト・ヨーコ（原画）
- カードキャプターさくら（作画監督）
- デジモンアドベンチャー02（作画監督、原画、ED作画）
- ポケットモンスター アドバンスジェネレーション（原画）
- デジモンテイマーズ（原画）
- 楽しいムーミン一家（原画）
- Kanon（作画監督）
- デジモンフロンティア（原画）
- 金色のガッシュベル!!（作画監督、原画）
- SHUFFLE!（作画監督）
- ふたりはプリキュア Max Heart（ED原画）
- 格闘美神 武龍（OP原画）
- ガイキング LEGEND OF DAIKU-MARYU（原画）
- ふたりはプリキュア Splash Star（OP原画、ED原画）
- びんちょうタン（原画）
- デジモンセイバーズ（作画監督、原画）
- 神様家族 （原画）
- ケロロ軍曹（作画監督）
- 貧乏姉妹物語 （原画）
- 出ましたっ!パワパフガールズZ（原画）
- シムーン（OP原画、原画）
- ひとひら（OP原画、ED原画）
- ラブ★コン（作画監督）
- 月面兎兵器ミーナ（原画）
- 墓場鬼太郎（原画）
- はたらキッズ マイハム組 （作画監督）
- ストライクウィッチーズ（OP原画）
- 紅（原画）
- ねぎぼうずのあさたろう（作画監督、原画）
- 初恋限定。（原画）
- 怪談レストラン （作画監督）
- デジモンクロスウォーズ （作画監督、原画）
- マリー&ガリー ver.2.0（作画監督）
- デジモンクロスウォーズ　悪のデスジェネラルと七つの王国（作画監督、原画）
- デジモンクロスウォーズ　時を駆ける少年ハンターたち（作画監督、原画）
- マケン姫っ!（原画）
- ゼロの使い魔F（原画）
- シャイニング・ハーツ 〜幸せのパン〜（作画監督）
- しろくまカフェ（作画監督）
- 宇宙兄弟（原画）
- 俺の彼女と幼なじみが修羅場すぎる（作画監督）
- AKB0048 next stage（原画）
- 君のいる町（作画監督、作画監督補佐、サブキャラクターデザイン、コスチュームデザイン、原画）
- アイカツ!（作画監督、原画）
- BLAZBLUE Alter Memory（作画監督）
- ニセコイ（原画）
- 龍ヶ嬢七々々の埋蔵金（作画監督）
- M3〜ソノ黒キ鋼〜（作画監督、作画監督補佐、原画）
- 大図書館の羊飼い（作画監督）
- SHIROBAKO（作画監督）
- デンキ街の本屋さん（原画）
- 魔法少女リリカルなのはViVid（作画監督）
- WORKING!!!（作画監督）
- コメット・ルシファー（作画監督）
- ディバインゲート（作画監督）
- クロムクロ（作画監督補佐）
- マクロスΔ（原画）
- DRIFTERS（原画）
- ソードアート・オンライン オルタナティブ ガンゲイル・オンライン（原画）
- ゲキドル（作画監督）
- 遊☆戯☆王SEVENS（原画）
- くまクマ熊ベアー（原画）
- イジらないで、長瀞さん（原画）
- ONE PIECE（原画）
- はたらく魔王さま!!（総作画監督、ED作画監督、衣装設定）
- 終末トレインどこへいく?（原画）
- アオのハコ（メインアニメーター、作画監督、原画、OP原画）

### OVA
- のたり松太郎（原画）
- イリヤの空、UFOの夏（作画監督、原画）
- Re:キューティーハニー（OP原画）
- 名探偵コナン KID in TRAP ISLAND （原画）
- 名探偵コナン ロンドンからの秘指令 （原画）
- 灼眼のシャナS （原画）

### 劇場アニメ
- うしろの正面だあれ（原画）
- 劇場版ポケットモンスター セレビィ 時を超えた遭遇（原画）
- 劇場版ポケットモンスター 水の都の護神 ラティアスとラティオス（原画）
- AIR（作画監督補佐）
- 金色のガッシュベル!!　101番目の魔物（原画）
- ONE PIECE THE MOVIE オマツリ男爵と秘密の島（原画）
- ふたりはプリキュア Max Heart2　雪空のともだち （原画）
- 金色のガッシュベル!!　メカバルカンの来襲（作画監督補佐、原画）
- 劇場版ポケットモンスターアドバンスジェネレーション ミュウと波導の勇者ルカリオ（原画）
- ONE PIECE THE MOVIE エピソードオブチョッパー+冬に咲く、奇跡の桜（原画）
- 手塚治虫のブッダ -赤い砂漠よ!美しく- （原画）
- ストライクウィッチーズ 劇場版（作画監督、原画）
- ONE PIECE FILM Z（原画）
- Wake Up, Girls! 七人のアイドル（原画）
- 宇宙兄弟#0（原画）
- 劇場版 SPY×FAMILY CODE: White（原画）

### Webアニメ
- LUPIN ZERO（原画）